# Геохимия техногенеза

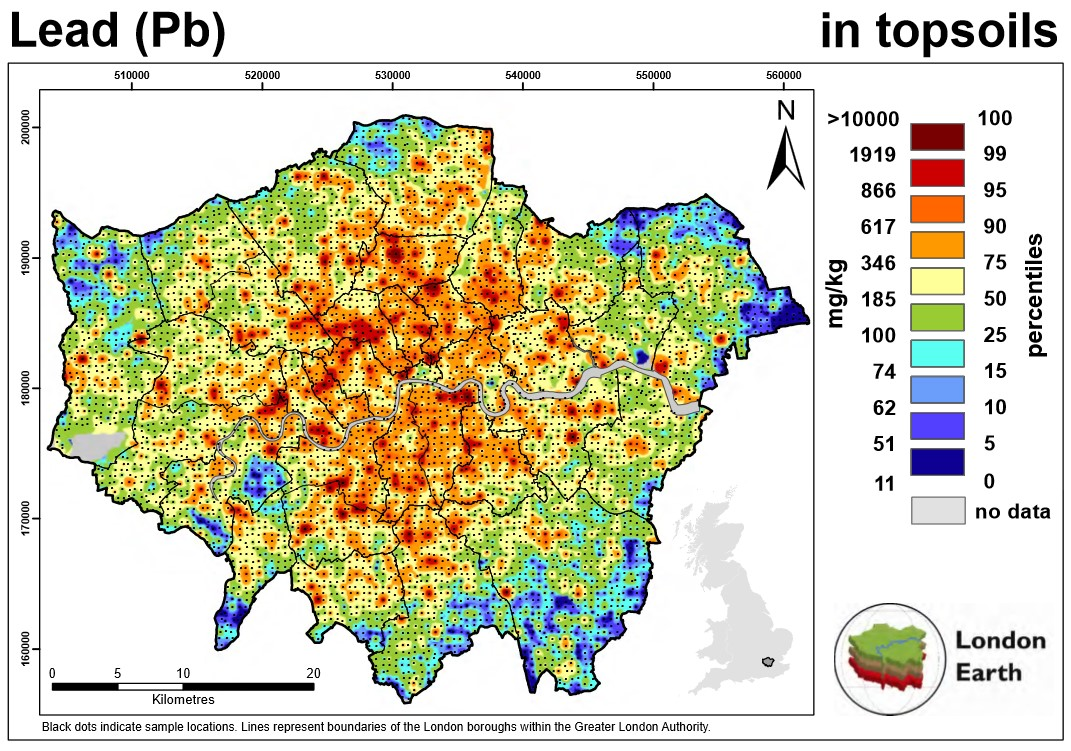
Содержание Pb в почвах Лондона

Геохимия техногенеза — это раздел геохимии, изучающей закономерности происхождения, миграции и концентрации химических элементов под действием техногенеза.
В. И. Вернадский первый раскрыл геохимический смысл преобразования природы деятельностью человека и его глобальный характер. Тем самым им был заложен методологический принцип изучения геохимии окружающей среды.
Общий анализ человеческой деятельности как геологического, геохимического и, в конечном счете, биогеохимического явления создал методологическую основу для организации геохимических исследований преобразования природной среды — формирующегося научного направления. В своей основе это направление является прикладным, так как имеет главной целью выявление геохимических закономерностей изменения химического состава природных систем, то есть, в сущности, их загрязнения при антропогенных воздействиях. Главной задачей дисциплины является изучения геохимических полей формируемых вследствие деятельности человека.